# Neva
Neva (rus. Нева́) je rijeka u sjeverozapadnom dijelu Rusije. Ističe iz jezera Ladoga i preko Petrograda (Sankt Peterburga) se ulijeva u Finski zaljev (Baltičko more).

## Zemljopis
Neva je dugačka 74 km. Od toga 28 km prolazi kroz ozemlje grada Petrograda, dok ostalim dijelom rijeka teče kroz Lenjingradsku oblast. Od svog izvora, jezera Ladoga, Neva teče jugozapadno, potom dostiže svoju najjužniju točku u blizini mjesta gdje se rijekom Tosna ulijeva u nju, i onda mijenja pravac i teče ka sjeveroistoku do Finskog zaljeva. 